# Toxic Bonkers
Toxic Bonkers − polski zespół grindcore'owy pochodzący z Aleksandrowa Łódzkiego. Zespół został założony w 1993 roku przez Marcina Klimaszewskiego (Klimer - perkusja) oraz Konrada Sobierajskiego (Sobieraj - gitara).
W roku 1994 nagrane zostało demo zespołu, w składzie uzupełnionym przez Dżumę (gitara basowa) oraz Majowego (wokal). Wśród dziesięciu nagrań zamieszczonych na demo, znalazły się utwory takie jak: „Nazi fuckers”, „Apatia”, „Kłamstwa w imię Boga” czy „Toxic Bonkers”. Do 1996 r. zespół koncertował oraz pokazał się na scenie europejskiej. W roku 1996 dotychczasowy basista grupy został zmieniony przez Wojciecha Grelewskiego (Grela). Z nowym basistą w składzie zespół w 1997 nagrał pierwsze LP zatytułowane If The Dead Could Talk. Zostało ono wydane przez włoskie S.O.A. Records. W Polsce płytę wydała łódzka wytwórnia Pop Noise (obecnie Noise Annoys).

## Historia

### Blindness
Blindness to drugie LP Toxic Bonkers. Jest to połączenie nowych utworów oraz kawałków znanych z demo, zaprezentowanych w brutalniejszej postaci. LP światło dzienne ujrzało w 2000 i nagrane zostało w składzie: Kilmer, Grela, Sobieraj oraz Grabarz, który zastąpił Majowego na miejscu wokalisty. „Blindness” zostało wydane w wytwórni Nikt Nic Nie Wie pod hasłem reklamowym - Rzeź dla niewinnych uszu, uczta dla smakoszy. Przed wydaniem płyty zespół podjął decyzję o konieczności zatrudnienia drugiego gitarzysty. Został nim Rafał Przybylak (Mumin). Po wydaniu „Blindess” dalsza kariera zespołu stanęła pod dużym znakiem zapytania. W 2000 po długiej i ciężkiej chorobie zmarł współzałożyciel zespołu - Konrad Sobierajski. Zespół podjął jednak decyzję o kontynuowaniu działalności. Rozpoczęły się poszukiwania nowego gitarzysty. Ostatecznie został nim Bartek Wojtysiak (Vompiesz/Sme). W 2002 zespół rozstał się z Grabarzem. Jego miejsce zajął, wówczas 17-letni Kuba Ziomkowski (qboot). Po zmianach personalnych zespół zaczął prace nad nowym materiałem, który częściowo został napisany jeszcze za życia Sobieraja. Ostatecznie w kwietniu 2003 w PJ Reda Records nagrano 10 utworów. Po zarejestrowaniu materiału zespół grał pojedyncze koncerty w kraju, aby na jesieni 2003 wyruszyć w trasę „Grind Tour De Pologne III” z Dead Infection i Abysal.

### Seeds of Cruelty
Trzecia płyta została wydana 11 września 2004 roku. Złożyło się na nią 11 utworów, jak choćby tytułowy „Seeds of Cruelty”, „Free World”, „Don't be afraid” czy „Poisoned”. Ostatni z wymienionych utworów doczekał się pierwszego w historii zespołu teledysku. Przy jego premierze nie obyło się bez lekkich kontrowersji. Ich powodem było intro do klipu, w którym pojawia się motyw Dwóch wież ułożonych z zapałek oraz papierowego samolotu. Przy skonfrontowaniu teledysku z datą premiery płyty łatwo było znaleźć odniesienie do wydarzeń z 2001 roku. Nie przeszkodziło to jednak w zajęciu pierwszego miejsca listy w programie „Hell’s Kitchen”. „Poisoned” wyprzedził wówczas utwór „Duality” amerykańskiego zespołu Slipknot.
"Seeds of Cruelty” nagrano w składzie: Klimer, Mumin, Sme, Grela i Qboot. Za wydanie płyty odpowiedzialna jest wytwórnia Selfmadegod Records z Białej Podlaskiej.

### Progress
Progress to kolejny album grupy. Został wydany 21 maja 2007 w wytwórni Selfmadegod Records. Na płycie znajduje się 10 utworów, a wśród nich numer zatytułowany „Anti-Violent”. Utwór ten, tak samo jak „Geophobia” doczekał się teledysku. Został on nagrany we współpracy z Mania Studio. Progress to mieszanka grindcore'u, death metalu oraz hardcore'u na najwyższym poziomie. W miesiącu wydania płyty, w maju, w składzie ponownie pojawił Grela, który w 2006 roku odszedł z zespołu. Nowym basistą zespołu został Szymon Włodkowski (Veedmo), znany z występów w punkowym zespole Obstrukcja Obsługi. Od tego momentu skład Toxic Bonkers liczył 6 osób, a Grela objął funkcję samplera. W styczniu 2008 przyszedł czas na kolejne zmiany w składzie. Bartek „Vompiesz” Wojtysiak został zastąpiony przez Jana Krzywika (Krzywy). W lutym zespół opuścił wokalista Kuba Ziomkowski, a jego miejsce zajął Grela. Wolne miejsce samplera wypełnił Zbigniew Krzywik (Zbyniu). Zespół opuścił także Rafał Przybylak (Mumin), w którego miejsce zaangażowano Łukasza Małasa (Małego), znanego z łódzkiego zespołu Bedlam. W takim składzie aleksandrowski zespół przystąpił do prac nad kolejnym albumem.

### Plague
5 płyta „Toksycznych Bąków” została wydana w 2010 w Spook Rec. Znalazło się na niej 10 utworów. Płyta sprawia wrażenie kontynuacji poprzedniego albumu, z połączeniem nowoczesnego, świeżego brzmienia. W wielu recenzjach pojawia się określenie stara szkoła grindcore'u. Po trzech latach od wydania płyty w składzie zespołu zaszły kolejne zmiany. Zespół opuścił basista, Szymon Włodkowski. Został on zastąpiony przez Konrada Brygiera, jednak nie zagościł on w składzie na długo.
W listopadzie miały miejsce ostatnie przetasowania personalne. Janek Krzywik opuścił zespół, a w jego miejsce powrócił Bartek Wojtysiak. Konrad Brygier został zmieniony przez Michała Mikołajczyka, natomiast Zbigniew Krzywik odszedł z zespołu. Od tego momentu zespół znów występuje w pięcioosobowym składzie.

## Dyskografia
- If The Dead Could Talk (1997, SOA Records)[3]
- Blindness (2000, Nikt Nic Nie Wie)[4]
- Seeds Of Cruelty (2004, Selfmadegod Records)[5]
- Progress (2007, Selfmadegod Records)[6]
- Plague (2010, Spook Records)[7]

## Muzycy
| Obecny skład zespołu - Marcin Klimaszewski - perkusja - Bartosz Wojtysiak - gitara - Łukasz Małas - gitara - Wojciech „Wojtomierz” Milewski - gitara basowa - Wojciech Grelewski - wokal |  | Byli członkowie zespołu - Konrad „Sobieraj” Sobierajski (1993-2000) - gitara - Roman „Dżuma” Matuszewski (1993-1996) - gitara basowa - „Majowy” (1993-1998) - wokal - „Grabaż” (1998-2002) - wokal - Rafał „Mumin” Przybylak (2000-2008) - gitara - Kuba „Qboot” Ziomkowski (2003-2008) - wokal - Szymon „Veedmo” Włodkowski (2006-2013) - gitara basowa - Janek „Krzywy” Krzywik (2008-2013) - gitara - Konrad Brygier (2013) - gitara basowa - Zbigniew „Zbyniu” Krzywik (2008-2013) - sample - Michał Mikołajczyk (2014) - gitara basowa |